# P&M
| P&M 3½HP uit 1914 met een Montgomery zijspan met een gepatenteerde "weatherproof" carrosserie op een Mills & Fulford zwenkwielchassis |
| Een opknappertje, deze P&M 500 cc sloper uit 1919…                                                                                    |
| P&M Model A (500 cc) uit 1922 |
| P&M Panther 500 cc 1926 |

P&M is een historisch Brits merk van motorfietsen.
P&M stond voor: Phelon & Moore Ltd., Cleckheaton, Yorkshire.

## P&M
P&M was aanvankelijk een Engelse naaimachinefabriek, opgericht door Jonah Carver Phelon en Harry Rayner. Al in 1900 was een eerste prototype van een motorfiets gereed, maar de productierechten werden opgekocht door Harry J. Lawson, een van de eigenaren van Humber.
Na Rayners overlijden in 1903 werd de nieuwe compagnon Richard Moore. Phelon en Moore besloten motorfietsen te gaan produceren onder de naam P&M. Hét handelsmerk van de motoren van Phelon was de voorover hellende ("sloper") cilinder, die nu door Humber maar ook bij de nieuwe P&M motorfietsen werd toegepast. De cilinder verving ook de voorste framebuis. Een van de eerste ontwikkelingen was een soort tweeversnellingsinrichting die op de primaire aandrijving (tussen krukas en koppeling) was toegepast. Ze werkte met twee kettingen waarbij de koppeling aan de juiste ketting werd geschakeld. Ook dit zou een handelsmerk van P&M blijven tot in de jaren twintig. Tot aan de Eerste Wereldoorlog zou het 3½HP-model het belangrijkste blijven. Het werd wel voortdurend ontwikkeld en kreeg magneetontsteking, een bandrem om het achterwiel, een zelf ontworpen voorvork en een mechanische inlaatklep (het eerste model had nog een snuffelklep). In 1913 verscheen een nieuw 500cc-model dat 5 pk leverde, maar, zoals in het Verenigd Koninkrijk gebruikelijk was, bleef het om fiscale redenen 3½HP heten. Het extra vermogen was nodig omdat de vraag naar zijspantrekkers steeds groter werd. Toen de oorlog uitbrak werden verschillende Britse motorfietsen door het War Office beoordeeld op hun bruikbaarheid. De P&M 3½HP werd de officiële motorfiets voor het juist opgerichte "Royal Flying Corps", de voorloper van de Royal Air Force.

## P&M Panther
P&M was vanaf 1924 op het continent bekend als Panther. In dat jaar kwam namelijk het 600cc-model Panther uit. Na de oorlog werd deze naam ook in Engeland gebruikt.
Hoewel P&M tot de jaren dertig ook Villiers-tweetaktmotoren toepaste, werd het merk toch bekend om haar slopers, motorblokken met een sterk naar voren hellende cilinder, die zeer gewild waren bij zijspanrijders.
In 1926 werd een door Granville Bradshaw ontwikkelde 246 cc V-twin gebouwd, de zogenaamde “Panthette”. Deze flopte echter jammerlijk en alleen door een samenwerking met Pride & Clarke werd P&M gered. Pride & Clarke hielpen P&M met de ontwikkeling van de goedkope 250- en 350 cc Red Panthers.
Meestal bouwde men echter 498- en 598 cc eencilinders met eigen kopklepmotoren. Het model 100, een 600 cc eencilinder die in 1928 werd gepresenteerd, was het bekendst. In de Tweede Wereldoorlog produceerde P&M vliegtuigonderdelen, hierna kwamen de slopers weer terug. In 1960, toen het Model 100 nog steeds bestond, schatte de fabriek dat 90% van de Model 100-machines een zijspan trok. Op het laatst bouwde P&M 248- tot 646 cc viertakten en 197- tot 324 cc tweetakten, de laatsten voorzien van een Villiers-motor. In de jaren vijftig en -zestig werden er ook scooters geproduceerd. In 1967 verdween het merk van de markt.
- Voor andere merken met de naam Panther, zie Panther (Braunschweig) - Panther (Duitsland).

## Spot- en bijnamen
P&M (algemeen): The Perfect Motorcycle

## Fiscaal vermogen
De Britten gaven bij hun type aanduidingen vaak het vermogen op. Het is natuurlijk niet logisch dat auto- of motorfietsmodellen die jarenlang in productie blijven zó weinig technische ontwikkeling doormaakten, dat het vermogen niet groter werd. De Britten betaalden wegenbelasting afhankelijk van het vermogen van hun voertuig. De Britse Royal Automobile Club had al in 1910 een belastingtarief berekend, gebaseerd op de boring en het aantal cilinders van een motor. Deze berekening leverde een "fiscaal vermogen" op, maar van deze berekening klopte na verloop van tijd niets meer door de voortschrijdende techniek én het feit dat de slag niet in de berekening was meegenomen. Daardoor was de cilinderinhoud niet bekend en kon men, door de slag maar lang genoeg te maken, een grote motor produceren met een zeer laag fiscaal vermogen. Ook de technische ontwikkelingen, die het mogelijk maakten steeds meer vermogen uit dezelfde cilinderinhoud te halen, telden niet mee. Daarom kregen veel Britse auto- en motormodellen ook een dubbele naam, bijvoorbeeld 14/40 HP. Vóór de streep het fiscale vermogen, achter de streep het werkelijke vermogen.